# 戸田昌宏
戸田 昌宏（とだ まさひろ、1968年3月28日 - ）は、日本の俳優。静岡県出身。Queen-B所属。演劇ユニット「プリセタ」主宰。

## 出演

### テレビドラマ

#### NHK
- 夢暦長崎奉行（1996年） - 甚八 役
- 天うらら（1998年）
- 深く潜れ〜八犬伝2001〜（2000年） - コウくん 役
- 風林火山（2007年） - 長尾晴景 役
- ジャッジ 〜島の裁判官奮闘記〜（2007年） - 上杉忠和 役
- 猿飛三世（2012年） - 岩村蛍雪 役
- 八重の桜（2013年） - 徳造 役
- ハードナッツ! 〜数学girlの恋する事件簿〜（2013年、BSプレミアム） - 大崎スカイホール警備員
- 鵜飼いに恋した夏（2014年、BSプレミアム） - 三田村
- 百合子さんの絵本 〜陸軍武官・小野寺夫婦の戦争〜（2016年）
- とと姉ちゃん（2016年） - 鈴木与志夫 役
- スニッファー ウクライナの私立探偵（2016年） - 桐生賢治 役
- 56年目の失恋（2020年、BSプレミアム） - 谷岡金蔵 役
- 一億円のさようなら 第2・4話（2020年10月4日・18日、BSプレミアム・BS4K） - 辻村泰彦 役
- ノースライト（2020年） - 繁田満 役
- 正直不動産（2022年）- 門田元宏 役
- 我らがパラダイス（2023年） - 大平三樹男 役
- 虎に翼（2024年） - 緒方弁護士 役

#### 日本テレビ
- 漂流ネットカフェ（2009年） - 大沢博文 役
- 犬の消えた日（2011年） - 後藤
- 脳にスマホが埋められた!（2017年） - 小堀守 役
- 真犯人フラグ（2021年） - 井上幸作 役[2]
- DOCTOR PRICE 第1話（2025年7月6日、読売テレビ） - 宇佐美博 役[3]

#### TBS
- 笑顔の法則（2003年） - 曾根邦夫 役
- 恋する日曜日（2003年） - 神田亨 役
- ケータイ刑事 銭形泪（2004年） - 白鳥スグル 役
- ケータイ刑事 銭形雷（2006年） - 轡田秀一 役
- 先生道（2007年） - 戸田先生 役
- NEW TYPE 〜ただ、愛のために〜第2話「僕、スプーンを曲げられます」（2008年）
- 内藤大助物語 〜いじめられっ子のチャンピオンベルト〜（2008年）
- 浪花少年探偵団（2012年） - 尾形刑事 役
- あぽやん〜走る国際空港（2013年） - 堀之内隆 役
- ルーズヴェルト・ゲーム（2014年） - 水上部長 役
- LEADERS リーダーズ（2014年） - 梶田健二郎 役
- MOZU（2014年） - 若松忠久 役
- コウノドリ 第1シリーズ（2015年） - 森口武史　役
- 家族ノカタチ（2016年） - 岩淵恭一 役
- メゾン・ド・ポリス（2019年） - 新木幸司 役
- 月曜ゴールデン
  - 「全盲の僕が弁護士になった理由〜実話に基づく感動サスペンス!〜」（2014年） - 長谷川弘典 役
- 御社の乱れ正します! 第1話・第2話（2024年4月2日・9日、BS-TBS） - 槇原宏 役[4]
- DOPE 麻薬取締部特捜課 第1話（2025年7月4日） - 塚本 役[5]

#### フジテレビ
- 警部補・古畑任三郎 第5話「汚れた王将」（1994年） - 旅館の係員
- 世にも奇妙な物語
  - 「13番目の客」（2001年） - 林邦雄 役
- みんな昔は子供だった（2005年） - 立川京介 役
- わたしたちの教科書（2008年） - 大桑久雄 役
- チーム・バチスタの栄光（2008年） - 羽場貴之 役
- ありがとう!チャンピイ（2008年）
- Real Clothes（2009年） - 居酒屋「なんでも焼き」店長
- まっすぐな男（2010年） - 加山
- ギルティ 悪魔と契約した女（2010年） - 田辺厚 役
- プロポーズ兄弟〜生まれ順別 男が結婚する方法〜（2011年） - 山本先輩 役
- グッドライフ〜ありがとう、パパ。さよなら〜（2011年）
- 僕とスターの99日（2011年） - 小岩井監督 役
- ストロベリーナイト（2012年） - 朝倉圭吾 役
- リーガル・ハイ（2012年） - 向井義孝 役
- ガリレオ（2013年） - 桐ヶ谷
- ほっとけない魔女たち（2014年） - 東海林昇 役
- ようこそ、わが家へ（2015年） - 平井光雄 役
- 無痛〜診える眼〜（2015年） - 涌井係長 役
- 大貧乏（2017年） - 福沢丈太郎 役
- CRISIS 公安機動捜査隊特捜班（2017年） - 大畑組長 役
- コード・ブルー -ドクターヘリ緊急救命-（2017年） - 秋本二郎 役
- 絶対零度 (テレビドラマ)（2018年） - 辻刑事 役
- 監察医 朝顔 第1シリーズ（2019年） - 大原弁護士 役
- DIVER-特殊潜入班-（2020年） - 渡辺和之 役
- シグナル 長期未解決事件捜査班 SP（2021年） - 鎌田警部補 役
- ナイト・ドクター（2021年） - 下田宏 役
- 合理的にあり得ない 〜探偵・上水流涼子の解明〜（2023年） - 佐久間 役

#### テレビ朝日
- はみだし刑事情熱系（1996年） - 名高厚 役
- ダムド・ファイル（2003年） - 井口俊樹 役
- 臨場 続章（2010年） - 内田寛 役
- 白日の鴉（2018・2020年） - 楢崎和彦 役
- 家政夫のミタゾノ（2020年） - 春日良一 役
- 警視庁アウトサイダー（2023年） ‐ 椛島寿夫 役
- 警部補ダイマジン（2023年） - 河本住男 役
- 土曜ワイド劇場
  - 「棟居刑事の黙示録」（2009年） - 城山刑事 役
- 日曜ワイド
  - 「明日への誓い (テレビドラマ)」（2018年） - 松下刑事 役

#### テレビ東京
- モリのアサガオ（2010年） - 里中和明（看守部長） 役
- 鈴木先生（2011年） - 石垣健児 役
- マルホの女〜保険犯罪調査員〜（2014年） - 雉原隼人 役
- マッサージ探偵ジョー（2017年） - 貝沼正 役
- 最後のオンナ（2020年） - 鶯谷
- アノニマス〜警視庁“指殺人”対策室〜（2021年） - 片山遼太郎 役
- 私の死体を探してください。 第3話（2024年9月18日） - 岡嶋刑事 役[6]
- 失踪人捜索班 消えた真実 第6話（2025年5月16日） - 清水修一 役[7]
- 水曜ミステリー9
  - 「森村誠一サスペンス 刑事の証明9」（2015年） - 三浦和也 役
- 月曜プレミア8
  - 「信濃のコロンボ」（伊藤版）（2020年 - ） - 吉井正義 役

#### WOWOW
- なぜ君は絶望と闘えたのか（2010年）
- エンドロール〜伝説の父〜（2012年） - 萩原医師 役
- 平成猿蟹合戦図（2014年）
- 翳りゆく夏（2015年） - 手塚壮一 役
- 誤断（2015年） - 安川利久 役
- カッコウの卵は誰のもの（2016年） - 鳥越克哉 役
- アキラとあきら（2017年） - 根木康司 役
- 監査役野崎修平（2018年） - 鬼塚部長 役
- 正体 第2話・第3話（2022年3月19日・26日）- 近野博 役
- シャイロックの子供たち（2022年） ‐ 羽仁支店長 役
- ダブルチート 偽りの警官 Season2（2024年） - 花田正親 役[8]

#### TOKYO MX
- アオイウソ〜告白の放課後〜 第3・5・8・11話（2021年1月26日・2月9日・3月2日・23日）

### 配信ドラマ
- あなたに聴かせたい歌があるんだ 第6話（2022年5月20日、Hulu） - まさみの父親 役
- 恋愛バトルロワイヤル（2024年8月29日〈予定〉 - 、Netflix）[9]

### 映画
- CURE（1997年） - 花岡徹 役
- ニンゲン合格（1999年） - 上田明 役
- 月（2000年） - 馬野馬糞 役
- ホーム・スイートホーム（2000年） - 溝口史郎 役
- グローウィン グローウィン（2002年） - 公宣
- 刑務所の中（2002年） - 中井 役
- ドッペルゲンガー（2003年） - 青木助手
- 自殺マニュアル（2003年） - 早瀬時久 役
- アイノカラダ（2003年）
- ヴァイブレータ（2003年）
- セブンス アニバーサリー（2003年）
- CASSHERN（2004年）
- ラブキルキル（2004年）
- カナリア（2005年） - 吉岡
- イン・ザ・プール（2005年） - 若宮医師 役
- 北の零年（2005年）
- さよならみどりちゃん（2005年）
- エリ・エリ・レマ・サバクタニ（2005年）
- 柳は緑 花は紅（2005年）
- 三年身籠る（2006年）
- イケルシニバナ（2006年、ネットシネマ.tv）
- A DAY IN THE LIFE（2006年）
- M（2006年）
- JAPONICA VIRUS（2006年）
- 女の事情（2006年）
- 愛妻日記（2006年）
- 遠くの空に消えた（2007年）
- 心（2007年）
- パッチギ! LOVE&PEACE（2007年）
- コンナオトナノオンナノコ（2007年）
- 陰日向に咲く（2008年）
- トワイライトシンドローム デッドゴーランド（2008年） - マキノ
- 丘を越えて（2008年）
- シャーリー・テンプル・ジャポン Part4（2008年）
- 君へ。（2011年） - 蓮田謙一 役
- リアル鬼ごっこ3（2012年） - 先生
- 果てぬ村のミナ（2012年） - 永山浩史
- ゲノムハザード ある天才科学者の5日間（2013年） - 七海
- 「また、必ず会おう」と誰もが言った。（2013年） - 和田聡 役
- クリーピー 偽りの隣人（2016年）
- ねこあつめの家（2017年） - 鴨谷進 役
- 彼女の人生は間違いじゃない（2017年）
- ミスミソウ（2018年） - 野咲和生 役
- 傀儡（2018年） - 柳井辰巳 役
- ミドリムシの夢（2019年） - 矢花
- 任侠学園（2019年） - 白崎仁 役
- るろうに剣心 最終章 The Final（2021年4月23日） - 住職 役
- 前科者　(2022年 日活/WOWOW) - 金田巡査部長 役
- 敵（2025年1月17日）[10]

### CM
- JT 桃の天然水（2000年）
- 旭化成 サランラップ / ジップロック（2000年 - 2001年）
- 全労済 こくみん共済（2001年）
- ロッテ クランキー（2001年）
- サントリー グレフル / キョホグレ（2002年）
- 第一生命（2003年 - 2004年）
- ネスレ日本 ネスカフェ エクセラ（2003年）
- 美食酒家 ちゃんと。（2006年）
- ダンロップ（2006年）
- アサヒフードアンドヘルスケア ディアナチュラ（2007年）
- ウィルコム（2007年）
- 住友生命（2007年）
- ライオン ルック きれいのミスト（2007年）
- キリンビバレッジ FIRE CLEAR RICH（2009年）

### 舞台
- アイスクリームマン（1992年、岩松了プロデュース公演）
- センター街（1992年、岩松了プロデュース公演）
- 浮雲（1994年、タ・マニネ）
- 傘とサンダル（1996年、岩松了プロデュース公演）
- 砂の楽園（1996年、遊園地再生事業団）
- あの小説の中で集まろう（1997年、遊園地再生事業団）
- 会議（1997年、遊園地再生事業団）
- 花咲く家の物語（1997年）
- スターマン（1998年、岩松了プロデュース公演）
- 砂に沈む月（1999年、遊園地再生事業団）
- みかん（2000年、THE SHAMPOO HAT）
- 「三人姉妹」を追放されしトゥーゼンバフの物語（2002年、新国立劇場）
- 傘とサンダル（2003年、岩松了プロデュース公演）
- ハロー、グッバイ（2004年、彩の国さいたま芸術劇場）
- 246番地の雰囲気（2004年、ペンギンプルペイルパイルズ）
- HERO（2005年、プリタク）
- 隣りの男（2005年、岩松了プロデュース公演）
- ゆらめき（2007年、ペンギンプルペイルパイルズ）
- 黒猫（2008年）